# Sarpang (Distrikt)
Sarpang (གསར་སྤང་རྫོང་ཁག་; auch: Geylegphug, Gaylegphug, Gelephu (Sarbhang)) ist einer der 20 Distrikte (dzongkhag) von Bhutan. In diesem Distrikt leben etwa 43.915 Menschen (2013). Das Gebiet Sarpang umfasst 1945,5 km². 
Die Hauptstadt des Distrikts ist das gleichnamige Sarpang.
Der Distrikt Sarpang ist wiederum eingeteilt in 12 Gewogs:
- Chhudzom Gewog
- Chuzargang Gewog
- Dekiling Gewog
- Gakiling Gewog
- Gelephu Gewog
- Jigmechoeling  Gewog
- Samtenling Gewog
- Sershong Gewog
- Shompangkha Gewog
- Singye Gewog
- Taraythang Gewog
- Umling Gewog